# روبرت هولكومب
روبرت هولكومب (بالإنجليزية: Robert Holcombe)‏ هو لاعب كرة قدم أمريكية أمريكي، ولد في 11 ديسمبر 1975 في هيوستن في الولايات المتحدة.

## وصلات خارجية
- روبرت هولكومب على موقع مرجع كرة القدم المحترفة.كوم (الإنجليزية)